# Cayratia lanceolata
Cayratia lanceolata är en vinväxtart som först beskrevs av Chao Luang Li, och fick sitt nu gällande namn av J.Wen & Z.D.Chen. Cayratia lanceolata ingår i släktet Cayratia och familjen vinväxter. Inga underarter finns listade i Catalogue of Life.